# Gorzec
Gorzec – polana w Gorcach. Położona jest na wysokości około 1100–1110 m na północnych stokach wierzchołka 1114 m znajdującego się na zachodnim grzbiecie szczytu Średni Wierch, w obrębie miejscowości Obidowa. Polana znajduje się na stoku opadającym do doliny Obidowca. Jej górnym obrzeżem prowadzi droga leśna. Jest jedną z wielu polan na grzbiecie łączącym Średni Wierch z Rozdzielem. Dawniej była to hala pasterska należąca do miejscowości Obidowa. Z powodu nieopłacalności ekonomicznej od dawna zaprzestano jej użytkowania.
Przez polanę nie prowadzi żaden szlak turystyki pieszej, ale w 2015 r. oddano do użytku trasę narciarstwa biegowego Śladami olimpijczyków z Obidowej na Turbacz. Trasa przebiega przez polanę Gorzec. Polana znajduje się na terenach prywatnych, poza granicami Gorczańskiego Parku Narodowego w granicach wsi Obidowa w województwie małopolskim, w powiecie nowotarskim, w gminie Nowy Targ. Jest niewielka i nie stanowi punktu widokowego.
Nazwa polany pochodzi od słowa gorzeć, czyli palić się, mającego związek z dawnym sposobem otrzymywania polan na grzbietach gór przez wypalanie lasu (tzw. gospodarka żarowa).

## Trasa narciarska
trasa narciarska: Obidowa (leśniczówka) – dolina Lepietnicy – Podsolnisko – Nad Papiernią – Mała Polana – Nalewajki –Spalone – Gorzec – Średni Wierch – Kałużna – Solnisko – Rozdziele – Turbacz.